# Limotettix ainoicus
Limotettix ainoicus är en insektsart som beskrevs av Matsumura 1902. Limotettix ainoicus ingår i släktet Limotettix och familjen dvärgstritar. Inga underarter finns listade i Catalogue of Life.